# Erigone nitidithorax
Erigone nitidithorax là một loài nhện trong họ Linyphiidae.
Loài này thuộc chi Erigone. Erigone nitidithorax được František Miller miêu tả năm 1970.